# 자매바다
《자매바다》는 2005년 8월 1일부터 이듬해 1월 27일까지 방영한 MBC 아침 드라마이다.

## 등장 인물

### 주요 인물
- 고정민 : 송정희(宋貞姬, 14~24세) (아역 김소은)

자매 중 언니. 아무리 어려운 상황에 부딪혀도 맑은 심성으로 긍정적인 마음을 가지며 헤쳐나간다. 어릴 때 아버지가 돌아가시고 어머니는 재가를 해 서울로 떠난 뒤 동생 춘희를 무조건 보호해야 한다는 부모 같은 심성을 갖게 된다. 동생을 위해서라면 모든 것을 희생하지만 사랑만큼은 결코 양보하지 않는다. 어려서부터 손재주가 뛰어나고 매듭에 소질이 보이자 장신구 제조에 뛰어들어 성공한다. 여자들의 치장에 필요한 다양한 장신구를 개발하여 한국 최초로 전국에 체인점을 운영한다. 나염이나 칠보에도 도전하여 전통공예와 현대적인 장신구 문화를 동시에 개척한 선두주자가 된다.
- 이윤지 : 송춘희(宋春姬, 13~23세) 역 (아역 이세영)

자매 중 동생. 목적달성을 위해서는 수단방법을 가리지 않는 냉철하고도 용의주도하게 철저한 성격으로, 언니와는 전혀 다르다. 조급한 마음으로 빨리 성취하려다 성공과 실패를 반복하여 언니에게 안타까움을 준다. 초고속으로 성공하기 위해 이름만 말해도 알 만한 사람들이 드나드는 삼운각에 가짜 대학생으로 위장해 여대생 기생 1호가 된다. 가짜를 들키지 않기 위해 철저하고 악착같이 노력을 하여 영어와 일어회화는 물론, 가야금이나 장고 뿐만 아니라 기타까지 칠 줄 알면서 삼운각의 밤을 휘어잡는다. 이 모든 것은 열악한 호나경에서 솟구쳐 벗어나려는 몸부림으로 보여 아픔으로 보여진다.
- 김찬우 : 강동신(姜東信, 18~28세) 역 (아역 이성민)

홍익의원 집 외아들. 읍내에 단 하나밖에 없는 집 아들이며 잘생겨서인지 읍내 여학생들에게 선망의 대상이었다. 중학교 졸업하고 서울 명문고에 합격하면서 서울로 떠났다가 부패한 정치를 개혁하려 정계에 입문하려 한다. 어린 시절부터 자매를 동생처럼 생각하며 가깝게 지내다가 언니 정희와 사랑하는 사이가 되지만, 동생 춘희가 막무가내로 사랑한다고 끼여들자 마음을 분명히 하지 못한다. 자신이 옳다고 믿는 신념을 위해 살아간다.
- 이형철 : 우충근(禹忠根, 18~28세) 역 (아역 김승현)

푸줏간 집 아들. 어려서부터 쌈꾼으로, 자유당 시절 조직폭력배 행동대장으로 악명을 날린다. 어린 시절 고향에서 함께 지냈던 자매를 끔찍이 여기는데, 춘희를 혼자 짝사랑하며 가슴앓이를 한다. 남자를 바라보는 춘희의 눈높이가 너무 높아 오르지 못할 나무라고 체념하지만, 춘희의 곁을 떠나지 않고 묵묵히 보호자 역할을 한다.

### 주변 인물
- 김현주 : 김순영(金純英, 36~53세) 역

자매의 생모. 자매의 아버지가 죽자 자신의 행복을 찾아 과감하고 냉정하게 개가를 하여 떠날 수 있는 냉철한 여자다. 어머니의 이런 성격을 둘째 딸 춘희가 닮았다.
- 정원중 : 정명진(鄭明鎭, 43~53세) 역

순영의 새남편, 자매의 의붓아버지. 인품이 상당히 고매하여 주변에 존경을 받는 인물이지만, 술이 과하게 취하면 난폭한 사람으로 변해 가족들을 괴롭힌다. 당시로서는 군대 납품까지 하는 꽤 큰 사업이라 할 수 있는 두부공장을 운영한다.
- 여운계 : 조한빈(趙漢彬, 57~67세) 역

명진의 어머니. 일제 강점기에 여중교사를 지낸 인텔리 할머니로, 자매의 처지를 불쌍히 여기며 친손녀와 다름없이 따뜻하게 대한다. 첫째 정희가 성장하는데 정신적으로 큰 영향력을 끼친다.
- 장태성 : 정인철(鄭仁喆, 19~29세) 역

자매의 의붓오빠. 자매에겐 전혀 혈연의 끈이 없는데도 암적 존재로 끊임없이 붙어 다니는 개망나니다.
- 김재승 : 정인수(鄭仁秀 : 10~20세) 역 (아역 미상)

자매의 이부동생. 자매의 어머니가 개가하여 낳은 아들. 고등고시에 사상 최연소자로 합격할 만큼 대단한 수재이며, 20대 초반에 청년 검사로 날렸다. 자매를 무시하지만 결정적일 때 자매의 도움으로 위기에서 벗어난다.
- 차주옥 : 정민자(鄭民子 : 40~50세) 역

정명진의 사촌동생. 두부공장에서 경리를 담당하고 있는 김순영을 대신하여 집안 살림을 도맡아하면서 위세가 등등하다. 어린 자매를 미워하며 교묘하게 학대까지 하며 괴롭힌다. 자매를 식모처럼 부려먹어 정희는 묵묵히 순종하지만 춘희는 반발하는 바람에 정희의 마음고생이 더욱 크다.
- 윤기원 : 김석구(金錫九, 23~33세) 역

자매의 외삼촌. 누나 순영이 개가할 때는 어머니가 살아계셔 어린 자매를 키웠는데, 어머니마저 돌아가시자 남겨진 자매를 키운다. 그러나 언제나 씩씩하고 밝으며 성실하다. 남한강 상류에서 갖은 생선을 잡아서 생계를 꾸려 가는 담수어 어부이다. 군입대로 어쩔 수 없이 어린 자매를 서울에 있는 자매의 생모에게 보낸다. 후에 정희의 장신구 제작사업에 동참한다.
- 노현희 : 우충희(禹忠犧, 25세) 역

우충근의 누나. 전쟁통에 남편을 잃고 혼자 되어 끔찍이 생각하는 동생 충근과 함께 살며 국밥집을 운영한다. 때로는 엉뚱한 행동과 말실수로 주위 사람들을 곤경에 처하게 하지만, 심성은 고우며 정희의 외삼촌 석구를 좋아한다.
- 정한용 : 송태일(宋泰一, 42세) 역

구한말 아버지가 궁중에 있는 여인들에게 장신구를 제작해 제공하던 ‘12공방’의 공예 장인이었으며, 그 아버지의 기술을 이어받았다. 하지만 지금은 요정 ‘삼운각’의 주방 책임자로 있으면서 그곳에 들어온 정희의 성실성에 감복한다. 또 한편으론 정희의 뛰어난 매듭 엮는 기술을 간파해내고 틈틈이 장신구 만드는 기술을 전수한다. 기술 전수 시간에는 엄격하고 진지함이 서릿발같았으며, 정희가 사업가로 성공하는 기틀을 마련해준다.
- 견미리 : 이금복(李金福, 35세) 역

별명 돈복. 경상도 사투리를 거칠게 구사하며 욕설이 속사포로 튀어나올 정도로 성격이 남자 이상으로 걸걸하지만, 마음만은 비단처럼 곱다. 삼운각의 기생을 상대로 한복집을 하면서 감각이 뛰어나 개량한복을 만들어 낸다. 돈에 억척스러워 알부자인데 자장면 한 그릇 맘놓고 먹지 못하는 수전노다. 하지만 정희의 장신구 사업에 과감히 투자를 해주어 성공의 기틀을 잡아준다. 나아가 정희의 나염과 칠보 산업, 그리고 한복집에 필수품인 고급 수재 비단신발 제작에도 조언을 해 정희의 사업확장을 돕는다. 역시 전쟁통에 남편을 잃었으며, 태일의 집요한 청혼에 마침내 부부가 된다.
- 나한일 : 장호식(張豪植, 36세) 역

육군 중령 출신. 5.16 쿠데타에 가담해 중심세력으로 제3공화국 국회의원이 되면서 막강한 권력을 가져 거부가 되어간다. 삼운각에서 만난 춘희와 내연의 관계를 맺었으며 호화저택의 안주인으로 만들어주고, 춘희도 권력과 금력에 중독되게 한다. 그러나 권력 핵심부의 암투에서 패하여 몰락하면서 그와 함께 춘희도 한없이 추락한다.

### 그 외 인물
- 장희웅(봉팔)
- 여민주, 최윤정, 김태영, 김희라, 김소혜, 이제인

## 참고 사항
- 작가 이희우는 1998년 MBC 주말연속극 《마음이 고와야지》 이후 7년 만에 문화방송으로 돌아왔다.